# Lagurus (animal)
El lemming estepario, también conocido como lemming de estepa, lemming de las estepas o topillo de estepa (Lagurus lagurus) es una especie de roedor miomorfo de la familia Cricetidae. Es la única del género Lagurus, a la que distribuye a las especies del lemming dorado y otras extintas, junto con la tribu Lagurini.  Es pequeño, regordete, de color gris claro, de apariencia similar al lemming de Noruega (Lemmus lemmus), pero no del mismo género. El lemming estepario come brotes y hojas y es más activo por la noche, aunque no es estrictamente nocturno. En la naturaleza, se encuentra en Rusia y Ucrania en estepas y entornos semiáridos. Se han encontrado restos fósiles de esta especie en áreas tan lejanas como Gran Bretaña.

## Descripción y hábitat
El lemming estepario tiene una longitud corporal de hasta 12 cm y una cola de 2 cm, un poco más corta que la pata trasera. Pesa unos 30 g. Los ojos y las orejas son pequeños y el pelaje es de un tono uniforme de color gris parduzco con una franja dorsal negra. Este lemming se encuentra en partes de estepa, bosque estepario y semidesérticas del oeste de Mongolia, noroeste de China, muchas partes de la antigua URSS, Kazajistán, Ucrania, el Ural meridional y medio y Siberia occidental y oriental.

## Ecología
El lemming estepario es una especie colonial que cava largas madrigueras. Tiene un modo de vida parcialmente subterráneo, activo durante el día, pero solo va por encima de la superficie por períodos cortos. Se alimenta de varias partes de las plantas, incluidas las semillas. Alcanza la madurez sexual a la edad de seis semanas y puede producir hasta seis crías en un año, con cinco o seis crías en cada una. En condiciones favorables, la reproducción continúa durante todo el año. El número de lemmings esteparios varía mucho según las condiciones climáticas y la disponibilidad de alimentos. Se observan migraciones durante años de brotes masivos.